# Звільнена земля
«Звільнена земля» (рос. Освобождённая земля) — радянський чорно-білий художній фільм 1946 року режисера Олександра Медведкіна. Другий фільм в історії Свердловської кіностудії. Про відновлення сільського господарства Кубані після звільнення землі від фашистів.

## Сюжет
1943 рік. Червона Армія вибиває німців з Кубані. Рухаючись слідом за фронтом у звільнені станиці і хутори рухаються господарі землі. На рідні попелища в хутір повертаються жінки — з чоловіків тільки дід Федір Мулюков і кілька хлопчаків. Хутір майже повністю зруйнований, чим і бажає скористатися хитрий голова Ковригін з сусіднього колгоспу: він запрошує їх до себе, бажаючи задіяти їх на посівний. Але жителі хутора відмовлятися, розуміючи, що тоді вони покинуть рідні домівки назавжди. У перший же день односельці одноголосно обирають головою колгоспу колишню партизанку Надію Притуляк — дружину старого голови, що залишився на фронті. Колгосп вирішують назвати «Відродженням». Жінки відновлюють будинки, збирають інструмент, косять, прибирають, працюють. Хлопчисько Вася — тракторист 2-ї категорії, «оживляє» кинуту німецьку танкетку, щоб використовувати її замість трактора і зорати поля. Ковригін кличе голову райвиконкому Костенко, щоб той оцінив можливості нового колгоспу, сподіваючись, що побачивши його неготовність до посівної направить жителів до нього. Голову райвиконкому хутір зустрічає гордо, без плачу і не виставляючи своїх бід, показуючи справою можливість відновити хутір, а дід Мулюков навіть виставляє заощаджену пляшку вина, яку зберігав для зустрічі з війни сина. Бачачи працю колгоспників Костенко вирішує допомогти їм з відродженням хутора. Восени селяни прибирають перший урожай на звільненій землі, а навесні зустрічають фронтовиків, які повертаються додому з Перемогою.

## У ролях
- Василь Ванін —  Федір Васильович Мулюк — дід Мулюк
- Емма Цесарська —  Надія Василівна Притуляк, голова колгоспу «Відродження»
- Сергій Калінін —  Ковригін, голова колгоспу у Нікольськой
- Олександр Хвиля —  Костенко, голова райвиконкому
- Віра Алтайська —  Танька, невістка Мулюка
- Олександр Денисов —  Фома Гнатович, агроном
- Ніна Дінтан —  Дар'я
- Олександр Медведкін — епізод
- Галина Юмашева — епізод
- Надія Єфімова — епізод
- Анастасія Кожевникова — епізод
- Марія Сапожникова — епізод
- Катерина Сипавіна — епізод
- Марта Алещенко — епізод

## Знімальна група
- Режисер-постановник — Олександр Медведкін
- Сценаристи — Зіновія Маркіна, Дмитро Тарасов
- Оператор-постановник — Тимофій Лебешев
- Композитор — Сергій Потоцький
- Художники-постановники — Віктор Крилов, Є. Владимиров